# آزمون خستگی ترمومکانیکی
اگر قطعه به‌طور هم‌زمان تحت تأثیر تنش‌های حرارتی و مکانیکی باشد، خستگی ناشی از آن به خستگی ترمومکانیکی موسوم است. مبحث خستگی ترمومکانیکی نقش مهمی را در طراحی قطعات و تجهیزات حساسی که در معرض تنش‌های حرارتی و مکانیکی هستند ایفا می‌کند.
هدف از انجام آزمون خستگی ترمومکانیکی(TMF Testing) مطالعه و بررسی مکانیزم‌های تخریب در اثر تنش‌های سیکلی حرارتی و مکانیکی که به صورت هم‌زمان به قطعه وارد می‌شود، می‌باشد. از مهم‌ترین نتایج این آزمون می‌توان به تخمین عمر قطعاتی همچون پره‌های توربین گازی که به شدت مستعد این نوع تخریب می‌باشند، اشاره کرد. در این آزمون متغیرهای تنش (یا کرنش) و دما به‌طور جداگانه و مستقل کنترل می‌شوند.
در پنجاه سال گذشته تکنولوژی ساخت موتور هواپیما و توربین‌های گاز پیشرفت قابل ملاحظه‌ای کرد و در این زمینه مطالعات و تحقیقات بسیاری به منظور ارتقای عملکرد آن‌ها چه در بخش نظامی و چه غیرنظامی صورت گرفت. از مهم‌ترین دستاوردهای این مطالعات افزایش دمای کاری قطعه و همچنین کم کردن وزن قطعه بود. اما در این شرایط قطعه بیشتر از قبل مستعد آسیب‌های گونانون، خصوصاً آسیب‌های ترمومکانیکی قرار داشت؛ لذا می‌بایست در ساخت این قطعات دقت زیادی به کار گرفته می‌شد و آزمون‌های مختلفی جهت ارزیابی و پیش بیینی رفتار آن‌ها در شرایط کاری مذکور انجام می‌شد. یکی از آزمون‌های بسیار مهم و کاربردی آزمون خستگی ترمومکانیکی بود که نتایج و اطالاعات مفیدی از آن قابل استخراج است.
متداول‌ترین روش آزمون خستگی ترمومکانیکی استفاده از دو سیستم کنترلی مجزا برای کرنش و دما است. در این نوع سیستم نیرو توسط فک دستگاه به صورت تک محوری به نمونه وارد می‌شود. هم‌زمان با اعمال بار، نمونه به‌طور یکنواخت تحت سیکل‌های حرارتی قرار دارد.
دستگاه تست TMF قابلیت کنترل دما و بارمکانیکی را به صورت مجزا دارد؛ لذا می‌توان حالت‌های مختلف و دلخواهی از فاز بین دما و مقدار بار مکانیکی را تعریف کرد که البته تمام آن‌ها قابل بررسی نیستند. مهم‌ترین و اصلی‌ترین فازهایی که برای این تست تعریف می‌شود عبارت است از هم فاز و غیر هم فاز بودن دما و بار. حالت هم فاز زمانی است که در دمای بیشینه مقدار بار یا کرنش اعمالی بیشینه باشد؛ و حالت غیر هم فاز برعکس است، به‌طوری‌که وقتی تنش فشاری است دما در حالت بیشنه و وقتی تنش کششی است دما در حالت کمینهٔ خود قرار دارد.
آزمون خستگی ترمومکانیکی هم در شرایط کرنش-کنترل و هم در شرایط تنش-کنترل قابل انجام است. انجام این تست در شرایط تنش کنترلی از لحاظ گستردگی نسبت به حالت کرنش کنترل پایین‌تر است و کمتر استفاده می‌شود؛ زیرا در این حالت اثر تغییرات مکانیکی نسبت به تغییرات حرارتی محسوس تر است و در مواردی مانند بررسی اثر نیروی گریز از مرکز روی کمپرسور توربین گاز از این آزمون استفاده می‌شود. نکته قابل ذکر دیگر این است که برای نمونه‌های ترد مانند آلیاژهای مولیبدن نیز از شرایط تنش کنترل استفاده می‌شود.
اکثر تست‌های خستگی ترمومکانیکی تحت شرایط کرنش کنترل انجام می‌شوند زیرا این حالت به خوبی کرنش‌های مکانیکی به وجود آمده از تنش‌های حرارتی را نشان می‌دهد. این تست در حالت کرنش کنترل هم در راستای محوری و هم در راستای قطری قابل انجام و بررسی است.
به‌طور کلی می‌توان نحوه کار با دستگاه را به سه بخش تقسیم کرد که عبارت است:
- کالیبره کردن دستگاه
- انجام پیش آزمون
- آزمون خستگی ترمومکانیکی

## تجهیزات دستگاه TMF

### انواع دستگاه TMF
دستگاه تست TMF از نوع سروهیدرولیک یا سروالکتریک می‌باشد. این دستگاه قادر است بارهای فشاری و کششی را بدون هیچ کمانش در هنگامی که حالت نیرو از فشار به کشش یا برعکس تغییر می‌کند (نیرو برابر صفر می‌شود) اعمال کند. همچنین دستگاه توانایی اعمال طیف وسیعی از تنش و کرنش و تغییرات آن را، حتی زمانی که دستگاه در حال انجام کار است، دارد. استفاده ار دستگاه سروهیدرولیک نسبت به دستگاه سروالکتریک در بین شرکت‌های سازنده دستگاه متداول‌تر است.

### گیره‌های نگهدارنده نمونه
گیره یا فک دستگاه وظیفه محکم نگه داشتن نمونه آزمون را برعهده دارد. گیره دستگاه باید بتواند نیروهای ناشی از سیکل‌های اعمالی را بدون هیچ گونه پس زدن یا واکنش شدید مهار کند. به همین جهت امروزه کاربرد گیره‌های هیدرولیکی نسبت به گیره‌های مکانیکی افزایش زیادی داشته‌است و شرکت‌های سازنده دستگاه سعی می‌کنند تا حد امکان از رابط‌های مکانیکی کمتری استفاده کنند.
گیره‌های دستگاه باید به سیستمَ آبگرد مجهز باشند تا توزیع درجه حرارات در طول نمونه یکنواخت و پایدار باشد؛ بنابراین تجهیزاتی باید طراحی و پیش‌بینی شود تا گرمای نمونه را به‌طور یکنواخت و جهت دار انتقال بدهد. همچنین باید از رسیدن حرارت به ابزار اندازه‌گیری نیرو جلوگیری شود.

### همتراز بودن فک‌های دستگاه
در گیره‌هایی که صلب اند، ممکن است هنگام اعمال بار، در نمونه اعواج یا خمیدگی رخ دهد، که این اتفاق به دلیل هم راستا نبودن فک‌های بالا و پایین دستگاه می‌باشد.
دو نوع خمیدگی در این خصوص مرسوم است که عبارت اند از:
- انحراف محوری، انحراف زاویه ایی.
هم ترازی دستگاه باید در موارد زیر بررسی و بازرسی شود:
- اگر تغییری در سیستم اعمال بار در هنگام انجام آزمایش مشاهده شد.
- اگر به‌طور اتفاقی در هنگام اعمال فشار به قطعه نیرو بالا رفت و نمونه به دلیل اعوجاج به وجود آمده دچار شکست شد.
- توصیه می‌شود سالیانه حداقل یکبار، هم راستا بودن فک‌های بالا و پایین حتی در صورت مشاهده نکردن موارد بالا بررسی و تنظیم شود.
- مقدار خمش نیز نباید از ۵٪ کرنش مکانیکی طولی بیشتر شود.

### سیستم اعمال نیرو
سیستم اندازه گیره میزان نیرو شامل نیروسنج، آمپیلیفایر و صفحه نمایش است. به دلیل سیستم کشش-فشار در این آزمایش نیروسنج باید قادر به تحمل و محاسبهٔ دامنه وسیعی از نیروهای فشاری و کششی و همچنین نیروهای بالایی را که ممکن است خواسته یا ناخواسته حین آزمون به وجود آید، داشته باشد.
نیروسنج نسبت به دما حساس است و در هنگام انجام آزمایش نباید حرارت زیادی به آن برسد و مطلوب است در یک دمای پایدار قرار داشته باشد، و از نوسان‌های دما محافظت شود.

### سیستم اندازه‌گیری کرنش
مقدار کرنش نمونه توسط دستگاهی به نام اکستنسومتر محاسبه می‌شود. سیستم اندازه‌گیری کرنش متشکل از سه بخش اکستنسومتر، آمپلیفایر و یک نمایشگر می‌باشد. همانند سیستم نیروسنج، اکستنسومتر نیز نباید در معرض نواسان دمایی قرار گیرد تا خطای آزمون به حداقل برسد.
نیروی تماس بین اکستنومتر و نمونه باید تا حدامکان کم باشد؛ زیرا ممکن است باعث جوانه زنی نابهنگام ترک در سطح نمونه در نقطه تماس با لبه‌های اکستنسومتر و در نتیجه ایجاد خطا در آزمون شود. طراحی سیستم تعلیق اکستنسومتر باید به گونه‌ای باشد که انبساط شعاعی یا عرضی نمونه در اثر گرما در اندازه‌گیری مقدار کرنش اثر نداشته باشد.

### سیستم گرمایش و سرمایش
در آزمون خستگی ترمومکانیکی، برای سیستم گرمایش از روش‌های القایی، مقاومتی و نیز تابشی استفاده می‌کنند. یکی از مرسوم‌ترین روش‌های گرمایش در آزمون TMF استفاده از روش القایی مستقیم است. در این روش وجود حرارت موضعی در نوک ترک بسیار کم است و این یکی از محاسن این روش به حساب می‌آید.

### سیستم اندازه‌گیری دما
سیستم اندازه‌گیری دما متشکل از سنسور و کامپیوتری که داده‌ها را نمایش می‌دهد، می‌باشد. این سیستم باید در طول آزمون بی‌وقفه عمل کند و داده‌های حرارتی را ثبت کند. دقت آن باید در طول آزمون کمتر از یک درجه سانتی گراد باشد. این سیستم باید در درجه حرارت‌های مختلف به خوبی کار کند و اطلاعات را به دقت ثبت کند. سنسور به کار گرفته شده در این سیستم نباید سطح نمونه آزمون را تحت تأثیر قرار دهد، تا نتایج آزمون قابل اطمینان باشد.
برای اندازه‌گیری دما و کنترل آن دو روش وجود دارد. یکی استفاده از ترموکوپل و دیگری دستگاه پیرومتری. استفاده از ترموکوپل در بسیاری از موارد باعث ایجاد اثرات مکانیکی در نمونه می‌شود. مهم‌ترین مشکل ترموکوپل اتصال مستقیم آن به وسیله جوش نقطه‌ای است. خصوصاً نمونه‌هایی که پوشش دارند به راحتی توسط جوش نقطه‌ای دچار آسیب می‌شوند و نتایج حاصل از آزمون دچار خطا می‌شود. پیرومترهای اپتیکال برای کنترل دما بسیار مناسب اند، زیرا هیچ تماس مستقیمی با نمونه ندارند. اما کالیبره کردن آن‌ها خیلی حساس و ضروری است.
در بین سازندگان دستگاه تست TMF استفاده از ترموکوپل نسبت به دستگاه پیرومتر رواج بیشتری دارد. در ادامه نکاتی در مورد استفاده از ترموکوپل بیان شده‌است.
ترموکوپل‌های مورد استفاده در این دستگاه غالباً به روش هم محور، Ribbon type یا جوش نقطه‌ای به نمونه متصل می‌شوند.
- در روش القایی، ترموکوپل نباید به‌طور مستقیم تحت تأثیر گرمای القایی قرار بگیرد تا بتواند تنها دمای نمونه را نشان دهد، در غیر این صورت آزمون با خطای بسیار زیادی مواجه خواهد شد.
- در ترموکوپل‌هایی که به وسیلهٔ جوش نقطه‌ای به نمونه متصل می‌شوند، باید توجه شود که سیم‌ها کاملاً به سطح قطعه متصل شده باشند و سیم‌های ترموکوپل با یک دیگر تماس پیدا نکنند.
- به منظور کاهش اثرات اتصال سرد در ترموکوپل، ضخامت سیم باید کمتر ۵/۰ میلی‌متر باشد.
- برای دماهای بالاتر از ۸۵۰ درجه سانتی گراد باید از ترموکوپل نوع S یا نوع R استفاده کرد.

## نمونه آزمون

### طراحی
نمونه آزمون با توجه به ظرفیت تجهیزات و همچنین نوع دستگاه مورد استفاده می‌تواند طراحی مختلفی داشته باشد. یکی از مهم‌ترین بخش‌های تعیین‌کننده دستگاه فک دستگاه است که وظیفه گرفتن نمونه را دارد؛ با توجه به نحوه گرفتن نمونه توسط فک یا گیره، نمونه مورد استفاده انتخاب می‌شود. به عنوان مثال یکی از انواع گیره‌ها به گونه‌ای است که رزوه دارد و نمونه باید داخل آن بپیچد، لذا باید در طراحی نمونه دو انتهای آن رزوه داشته باشد.
ساخت نمونه و هندسهٔ آن نیاز به دقت بالایی دارد. به عنوان مثال بخش گیج نمونه باید یکنواخت و در شرایط ایده‌آل باشد تا خطایی نتیجهٔ آزمون و پیش‌بینی عمرخستگی نداشته باشد.
نمونه آزمون باید طور کامل شرایط زیر را داشته باشند:
- سطح مقطع آن یکنواخت و همگن باشد.
- شکل منطقه تحت تأثیر آزمون باید به گونه‌ای باشد که توزیع یکنواخت تنش، کرنش و دما حاصل شود.
- به حداقل رساندن خطر کمانش در هنگام اعمال بار فشاری
- نمونه به گونه‌ای باشد که اکستنسومتر بدون لغزش یا خطا مقدار کرنش را به درستی اندازه‌گیری کند.
- طول نمونه باید بزرگتر از ۲۰٪ طول اکستنسومتر باشد.
- مقطع عرضی بخشی از نمونه که در تماس با فک دستگاه است باید حداقل دو برابر مقطع عرضی گیج نمونه باشد.

### انواع نمونه
نمونه‌های آزمون خستگی ترمومکانیکی غالباً به سه دسته استواه‌ای توپر، لوله‌ای شکل و مستطیل شکل تقسیم می‌شود؛ که در ادامهٔ این بخش به بررسی آن‌ها می‌پردازیم.

#### نمونه‌های استوانه‌ای شکل توپر
این نوع نمونه‌ها که برای آزمون‌های خزش و کشش نیز مورد استفاده قرار می‌گیرد، رایج‌ترین نمونه‌های موجود برای تست خستگی است. یکی از مهم‌ترین مشکلات استفاده از این نوع نمونه‌ها در آزمون خستگی حرارتی، وجود گرادیان حرارتی در راستی قطر نمونه، به دلیل ضخامت آن می‌باشد.

#### نمونه‌های لوله‌ای شکل
با توجه به وجود گرادیان‌های نامطلوب حرارتی در نمونه‌های استوانه‌ای شکل، امروزه استفاده از نمونه‌های لوله‌ای شکل به منظور کاهش گرادیان‌های حرارتی رواج یافته‌است.
برای آلیاژهای پایه نیکل که رسانایی گرمایی نسبتاً کمی دارند، استفاده از نمنونه‌های لوله‌ای شکل به منظور کاهش گرادیان حرارتی در راستای عرضی نسبت به نمونه‌های دیگر بیشتر استفاده می‌شود. نسبت قطر خارجی به ضخامت لوله باید بین ۵ تا ۱۰ باشد.

#### نمونه‌های مستطیل شکل
این نمونه نسبت به دو نمونه دیگر کمتر مورد استفاده قرار می‌گیرد. لبه‌های نمونه‌های مستطیل شکل باید دارای شعاع حداقل ۱/۵ میلی‌متر باشند تا از ترک و شکست در آن نواحی جلوگیری شود.

### آماده‌سازی نمونه
در هنگام تهیه نمونه آزمون باید از هر گونه تغییر در ریزساختار یا ایجاد تنش‌های باقی‌مانده در آن جلوگیری شود. البته برای مطالعه و تحقیق در مورد اثرات عملیات سطحی می‌توان این تذکر را نادیده گرفت؛ که لازم است حتماً در گزارش و تحلیل آزمون به آن اشاره شود.

### انجام پیش آزمون
قبل از انجام آزمون TMF نیاز است به دلیل بررسی چند پارامتر یک پیش آزمون انجام شود. مهم‌ترین دلیل استفاده از این پیش آزمون به دست آوردن کرنش حرارتی می‌باشد؛ زیرا برای تحلیل و نتیجه‌گیری از آزمون به کرنش مکانیکی نیاز است، لیکن دستگاه می‌تواند کرنش کل را محاسبه کند. با بدست آوردن کرنش حرارتی و کم کردن آن از کرنش کل می‌توان به کرنش مکانیکی دست یافت. یکی دیگر از علل انجام این تست بدست آوردن مدول یانگ است.

#### بدست آوردن مدول یانگ
قبل از انجام هر آزمون ترمومکانیکی نیاز است که مدول یانگ محاسبه شود و در اختیار باشد؛ زیرا باعث کسب اطمینان از عملکرد صحیح و درست سیستم‌های اندازه‌گیری دما، تنش، کرنش و همچنین هم راستا بودن فک‌های دستگاه می‌شود.
داده‌های اندازه‌گیری شده باید با استاندارها و مراجع موجود هم‌خوانی داشته باشد. اگر میزان مدول یانگ اندازه‌گیری شده از ۵٪ بیشتر بود باید دوباره تست را بررسی کرد. اگر اگر این اختلاف از ۱۰٪ بیشتر بود نباید به انجام تست ادامه داد و باید آن را متوقف کرد.

#### محاسبه کرنش حرارتی
در آزمون خستگی ترمومکانیکی به دلیل اثرات هم‌زمان تنش‌های مکانیکی و حرارتی، مقدار کرنشی که دستگاه هنگام انجام تست محاسبه می‌کند (کرنش کل) برابر مجموع کرنش‌های حرارتی و مکانیکی می‌باشد. اما برای تجزیه و تحلیل و استفاده از داده‌های آزمون در مواردی چون تخمین عمر باقی مانده، به کرنش مکانیکی نیاز است؛ بنابراین قبل از انجام آزمون نهایی نمونه‌ای را مشابه نمونه آزمون تحت تنش‌های حرارتی که قرار است در آزمون اصلی اعمال شود قرار می‌دهند (مقدار تنش مکانیکی صفر می‌باشد) و بدین ترتیب مقدار کرنش‌های حرارتی در هر سیکل محاسبه می‌شود. سپس در هنگام انجام آزمون اصلی، توسط برنامه‌ای که به صورت کامپیوتری به دستگاه داده می‌شود؛ دستگاه به صورت خودکار این مقدار کرنش را از کرنش کل (که توسط اکستنسومتر اندازه‌گیری می‌شود) کم کرده و کرنش مکانیکی مورد نظر را نمایش می‌دهد.

#### آزمون تنش صفر
معمولاً پس از اندازه‌گیری کرنش‌های حرارتی که در بخش قبل توضیح داده شد، برای کسب اطمینان از این محاسبات آزمون تنش صفر را انجام می‌دهند.
این تست بدین صورت است که نمونه را داخل دستگاه قرار داده و تمام شرایط آزمون اصلی را به جز تنش مکانیکی که باید صفر باشد، به نمونه اعمال می‌شود. به دلیل صفر بودن تنش مکانیکی مقدار کرنش کل که دستگاه نمایش می‌دهد باید برابر تنش حرارتی باشد. پس اگر مطابق برنامه‌ای که به دستگاه داده شده، کرنش کل از کرنش حرارتی کم شود، حاصل باید نزدیک به صفر شود؛ که این به منزلهٔ آن است که مقدار کرنش حرارتی محاسبه شده درست و قابل اطمینان است.

### آزمون اصلی

#### شروع آزمون
بلافاصله پس از انجام پیش آزمون، آزمون اصلی انجام می‌شود. آزمون معمولاً بدون اعمال تنش مکانیکی آغاز می‌شود و با افزایش دما تنش مکانیکی مورد نظر اعمال می‌شود. در تست TMF همان‌طور که گفته شد، می‌توان با توجه به شرایط کاری نمونه، حالت‌های مختلفی برای هم فاز یا غیر هم فاز بودن نیرو اعمالی و حرارت، فرکانس اعمال بار و نرخ گرم و سرد کردن تعریف کرد که باید در گزارش انتهایی آزمون ذکر شود.

#### متوقف شدن فرایند آزمون
بعد از آغاز تست، انتظار می‌رود که تا پایان آزمون و کسب نتایج مطلوب با هیچ مشکلی مواجه نشویم. اما متأسفانه بروز مشکل و وقفه در طول آزمون اتفاقی محتمل است و در هر آزمون ممکن است اتفاق بیفتدهمچنین این وقفه می‌تواند به صورت از پیش تعیین شده به منظور بررسی برخی متغیرهای متالورژیکی در حین آزمون باشد؛ بنابراین وقفه در آزمون می‌تواند از پیش تعیین شده یا غیرمنتظره باشد.

#### وقفه از پیش تعیین شده در آزمون
برای این نوع توقف رعایت چند نکنه ضروری است. هنگام توقف آزمون مقدار کرنش مکانیکی باید صفر باشد و مقدار حرارت باید ثابت باقی بماند. پس از انجام بررسی‌های لازم، نمونه باید تحت همان شرایطی که متوقف شده بود، قرار بگیرد و سپس آزمون ادامه پیدا کند. اگر نمونه یا اکستنسومتر از دستگاه جدا شد، باید تمام مراحل پیش آزمون به جز اندازه‌گیری مدول یانگ دوباره انجام شود.

#### وقفهٔ غیرمنتظره در آزمون
این حالت ممکن است به دلیل وجود خطا در سیستم‌های دستگاه مانند، سیستم خنک کردن، سیستم برق‌رسانی، سیستم اندازه‌گیری دما و هر نوع خطای و عیب دیگری رخ دهد. در این حالت سیکل مورد نظر تکمیل نمی‌شود و نمونه سرد خواهد شد و تنش‌های باقی ماندهٔ ناخواسته در آن به وجود می‌آید.
اگر به دلیل این توقف به نمونه آزمون آسیبی وارد نشده باشد می‌توان بر طبق دستورالعمل زیر آزمون را دوباره شروع کرد:
نمونه را به تحت دمای شروع آزمون بدون اعمال تنش مکانیکی قرار دهید. سپس آزمون تنش صفر را در دمایی که آزمون متوقف شد، انجام داده و سپس قسمت باقی ماندهٔ آزمون را ادامه دهید

#### ثبت داده‌های آزمون
در آزمون خستگی ترمومکانیکی باید متغیرهای زمان، تعداد سیکل، دما، کرنش کل و نیرو به صورت حداقل ۲۰۰ نقطه در هر سیکل بررسی و ضبط شوند. بسته به محدودیت‌های سیستم و همچنین مدت زمان انجام تست، ممکن است نیاز باشد مقدار ذخیره و ثبت داده‌ها در طول آزمون کاهش بیابد. در این صورت حداقل داده‌هایی که ثبت آن‌ها لازم و ضروری است به شرح زیر می‌باشد.
مقدار بار اعمالی، کرنش و دما باید به صورت تابعی از زمان گزارش شوند. نمودار تنش، کرنش مکانیکی و دما برحسب دما، و نمودار کرنش مکانیکی برحسب توابعی از تنش و دما باید گزارش شوند.

#### پایان آزمون
آزمون باید تا رسیدن به معیارهایی که از پیش تعیین شده ادامه یابد و تا حد امکان از توقف دستگاه تا قبل از آن باید پرهیز شود تا نتایج بدست آمده درست و قابل قبول باشد. برای جلوگیری از آسیب به رسیدن به تجهیزات دستگاه مانند اکستنسومتر باید در انتهای آزمون مقداری از نیرو وارد به نمونه کاسته شود.

#### تجزیه و تحلیل و ارائه گزارش آزمون
مهم‌ترین نتیجه‌گیری و موضوع قابل تجزیه و تحلیل از آزمون خستگی ترمومکانیکی، بحث تخمین عمر باقی‌مانده قطعات می‌باشد. نحوه محاسبهٔ تخمین عمر در این گزارش عنوان نشده‌است و علاقه‌مندان می‌توانند به کتاب‌ها و مقالات موجود در این زمینه مراجعه نمایند. همان‌طور که در ابتدای گزارش نیز گفته شد در برخی قطعات صنعتی حساس و گران‌قیمت مانند پره‌های توربین‌های گاز یا لوله‌های بویلر، بحث تخمین عمر، مبحث بسیار ضروری و حائز اهمیتی است. شرکت‌های بزرگ سازندهٔ پره توربین، از این آزمون به منظور پیش‌بینی و تخمین عمر این قطعات استفاده می‌کنند و همچنین تحقیقات متعددی در این زمینه صورت گرفته و مقالات بسیار منتشر شده‌است.
یکی از نکات مهم دیگر، ارائه گزارش پس از انجام آزمون است که این گزارش باید شامل تمام جزییات آزمون مانند نوع نمونه استفاده شده، جنس نمونه همراه با درصد وزنی عناصر موجود در آن، نوع دستگاه تست و مکانیزم آن، ذکر هر گونه خطا یا انحراف احتمالی به وجود آمده در آزمون و تمام نمودارها و متغیرهایی که در بخش قبل توضیح داده شد، باشد.

## شرکت‌های سازنده دستگاه TMF
باتوجه به بررسی‌های صورت گرفته در خصوص شرکت‌های سازندهٔ دستکاه آزمون خستگی ترمومکانیکی، از میان شرکت‌های زیادی که در زمینه ساخت دستگاه‌های آزمایشگاهی فعالیت می‌کنند، تنها دو شرکت، دستگاه مورد تست TMF را تولید می‌کنند. شرکت MTS و شرکت Instron دو شرکتی هستند که این دستگاه را می‌سازند. همچنین شرکت Zwick آلمان نیز با توجه به مکاتبات صورت گرفته توسط شرکت مپنا، در خصوص ساخت این دستگاه اعلام آمادگی کرده‌است. اما تاکنون در سایت و کاتالوگ‌هایی که ارائه داده، از این دستگاه به عنوان تولید خود نام نبرده‌است. ک در این بخش به‌طور مختصر به بررسی دو شرکت MTS و Instron می‌پردازیم

### شرکت Instron
شرکت Instron در سال ۱۹۴۶ تأسیس شد. این شرکت یکی از معروف‌ترین شرکت‌های تولیدکننده دستگاه‌های آزمایشگاهی در دنیا محسوب می‌شود؛ که انواع دستگاه‌های تست مکانیکی مانند، خزش، کشش، خمش، خستگی و غیره را تولید می‌کند. این شرکت هم‌اکنون در قاره‌های آمریکا، اروپا و آسیا نمایندگی‌های متععدی دارد و بیش از ۱۷۰۰ نفر در این قاره‌ها مشغول کار هستند. این قابلیت تولید بیش از ۱۰۰ هزار دستگاه را برای پوشش دادن نیاز تمام شرکت‌ها و آزمایشگاه‌ها دارد.. در ادامه با نوع دستگاه ساخته شده توسط این شرکت آشنا می‌شویم.
این دستگاه به صورت تمام اتومانیک ساخته شده و با استانداردهای ASTM 2368 و ISO12111 همگام‌سازی شده‌است. طول گیج‌های اکستنسومترهای مورد استفاده در دستگاه ۵، ۵/۱۲ و ۲۵ میلی‌متر؛ و به راحتی قابل نصب می‌باشند.
قالب اعمال بار این دستگاه از نوع سروالکتریک مدل ۸۸۶۲ می‌باشد و قابلیت خوبی را در کنترل نیرو در سرعت پایین دارد. همچنین از مدل‌های ۸۸۰۱ و ۸۸۰۲ نیز در برخی از تولیدات استفاده می‌شود. این دستگاه از دو سیستم خنک‌کننده داخلی و خارجی برای خنک کردن نمونه در سیکل‌های حرارتی استفاده می‌کند.
سیستم سردکننده خارجی توسط جت‌های هوایی کار می‌کنند. نکته قابل توجه دقت بالای این سیستم در آسیب نرساندن به اکستنسومتر است. سیستم سردکننده داخلی نمونه را از طریق فک‌های بالا و پایین دستگاه خنک می‌کنند.
سیستم گرمایش دستگاه توسط گرمایش القایی است که در این روش از کویل‌های متعددی به منظور بهبود گرادیان‌های حرارتی در سرتاسر نمونه استفاده می‌شود.

### شرکت MTS
شرکتMTS نیز یکی از شرکت‌های صاحب نام در حوزهٔ ساخت و تولید دستگاه‌ها و تجهیزات صنعتی و آزمایشگاهی می یاشد. این شرکت آمریکایی در سال ۱۹۶۶ فعالیت خود را آغاز کرد و تاکنون دستاوردها و تحقیقات زیادی را در ساخت تجهیزات دستگاه‌های صنعتی داشته‌است.
سیستم اعمال نیرو در دستگاه تولید شده توسط این شرکت غالباً از نوع سروهیدرولیک می‌باشد. سیستم سرمایش آن به مانند شرکت Instron هم به صورت داخلی و هم به صورت خارجی می‌باشد. سیستم گرمایش آن نیز به صورت القایی است؛ نکته قابل توجه این است که شرکت ابزاری را در دستگاه خود تعبیه کرده که به وسیله آن می‌توان کویل‌های حرارتی را که در گرمایش القایی استفاده می‌شود، در در سه محور x,y،z جابجا کرد. این ابزار به مظور ایجاد شرایط دلخواه آزمون در خصوص حرارت‌رسانی به نمونه تعبیه گردیده‌است.